# Parque nacional de Washington Slagbaai
El parque nacional de Washington Slagbaai (en papiamento: Parke Nashonal Washington Slagbaai) es una reserva ecológica en la parte noroeste de la isla caribeña de Bonaire un municipio especial de los Países Bajos. Es administrado por la institución STINAPA Bonaire. Establecido en 1969, Washington Slagbaai fue la primera reserva natural que se creó en las desaparecidas Antillas Neerlandesas, cubriendo aproximadamente una quinta parte de la isla de Bonaire.
Cubre 5643 hectáreas, y está situado en el noroeste de la isla. La zona se compone de dunas de arena, playas, manglares, lagos de agua salada (salina y ensenadas de coral muerto) y un bosque, Las Salinas de Slagbaai también están en la Convención de Ramsar desde 1971 y son designadas como área protegida.

## Galería de imágenes

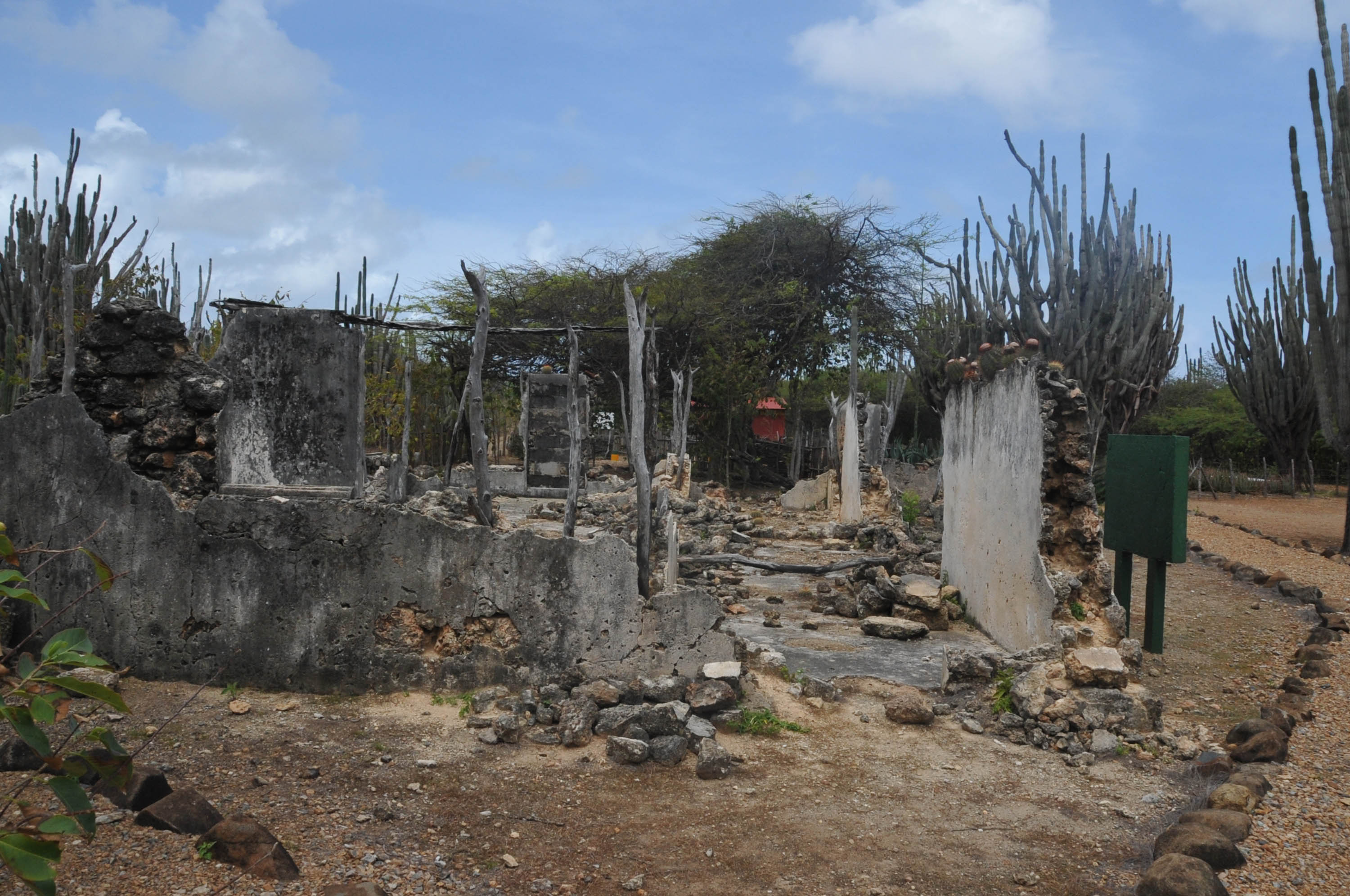
Ruinas de las plantaciones.
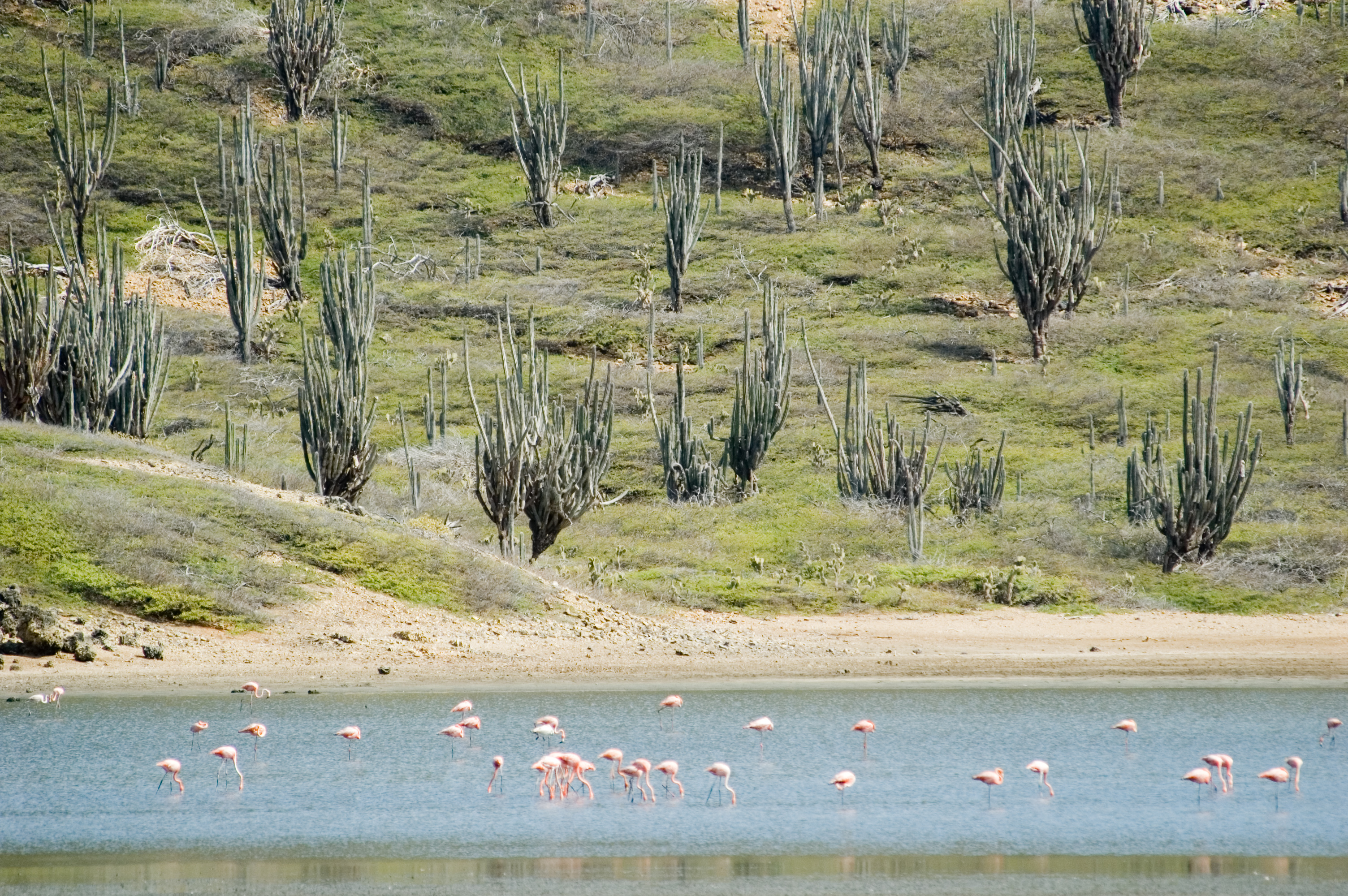
Flamencos del Caribe en el parque.
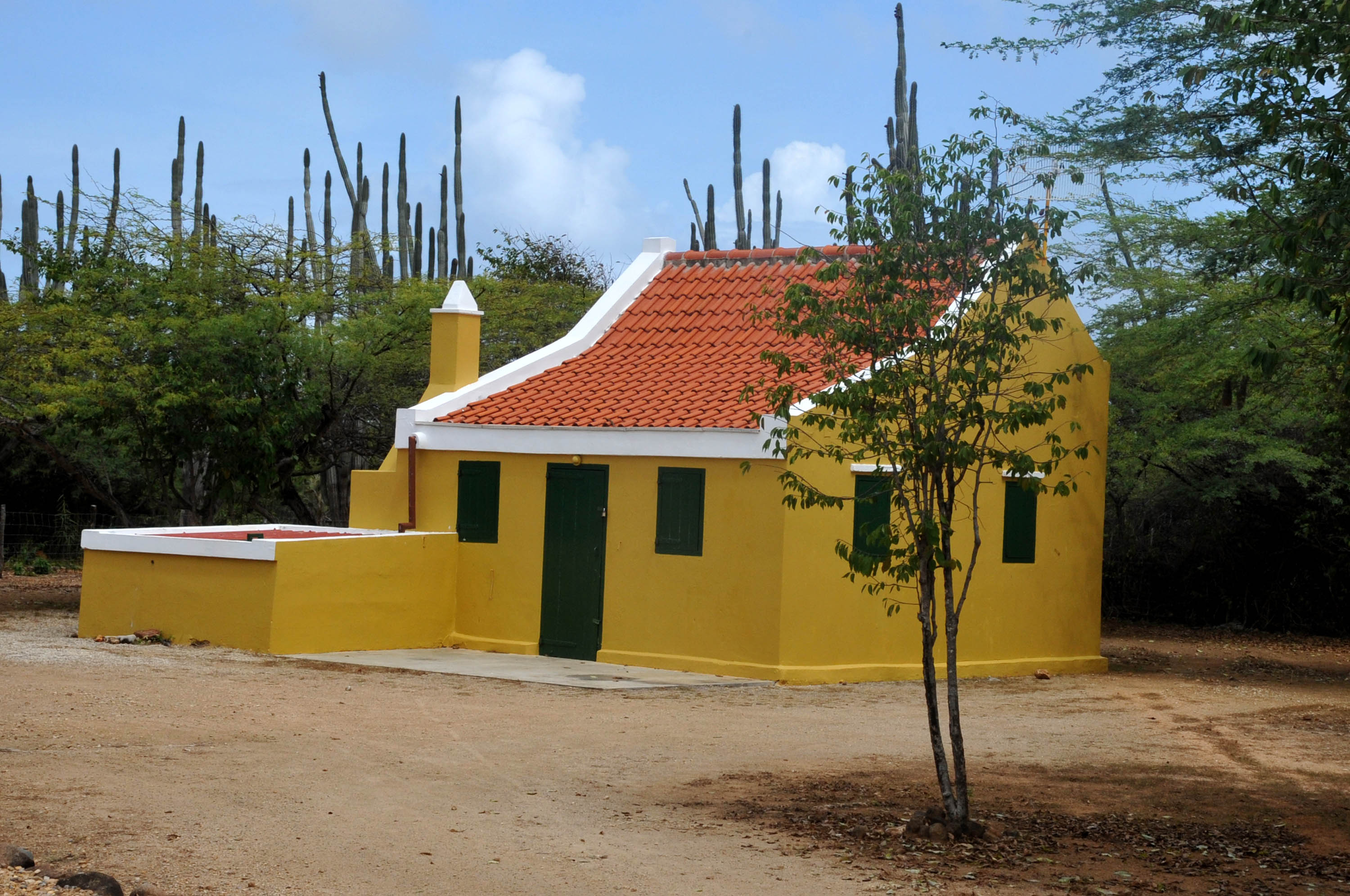
Oficina del superintendente del parque.
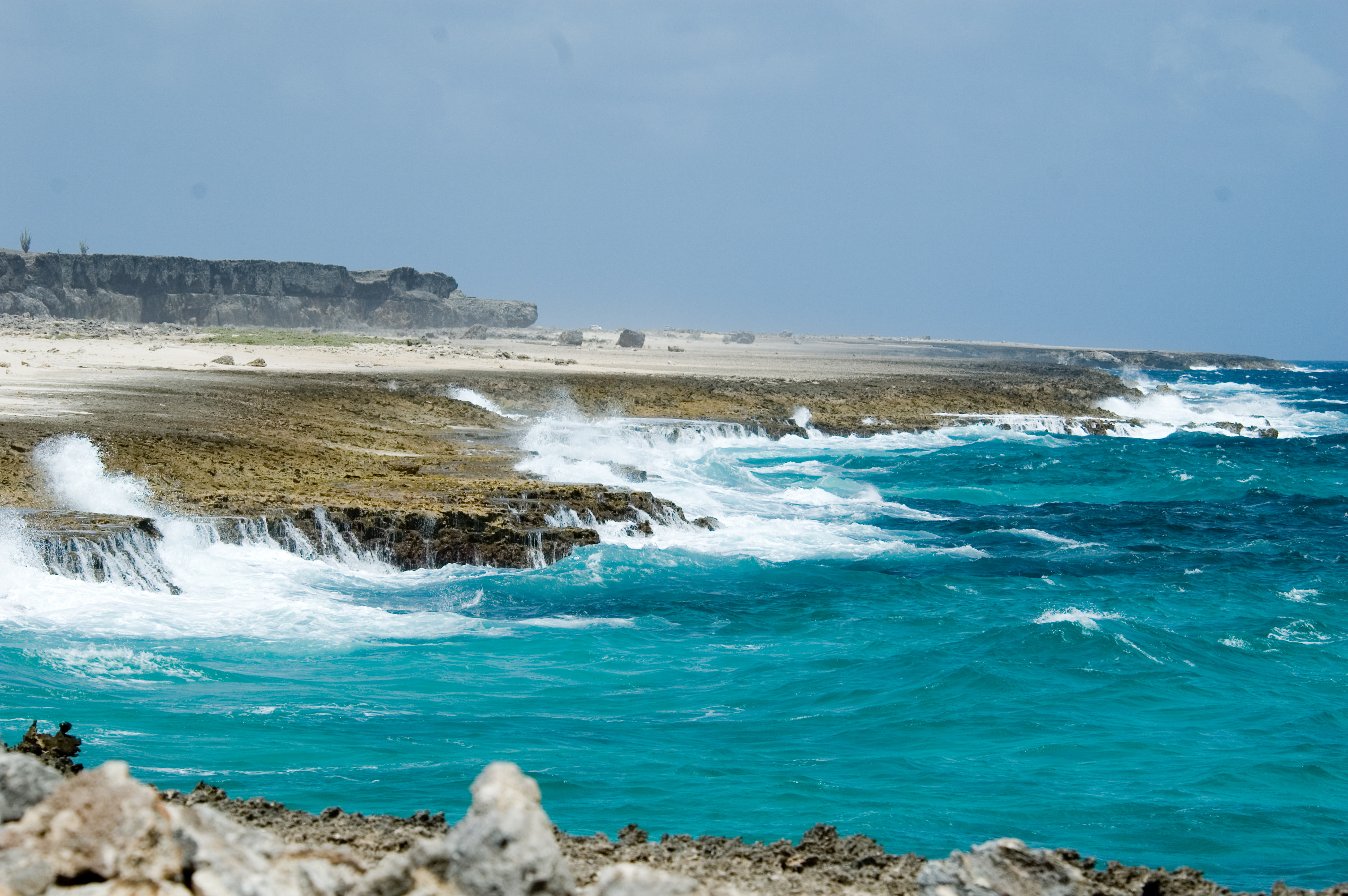
Zona costera.